# Megumi Itabashi
Megumi Itabashi (jap. 板橋恵 Itabashi Megumi; ur. 7 czerwca 1973 w Taiwa, w Japonii) – japońska siatkarka grająca na pozycji rozgrywającej. Obecnie występuje w drużynie Pioneer Red Wings.